# Hendrik Willem Mesdag
Hendrik Willem Mesdag (Groninga, 23 de febrero de 1831–La Haya, 10 de julio de 1915) fue un pintor neerlandés especializado en marinas.

## Biografía

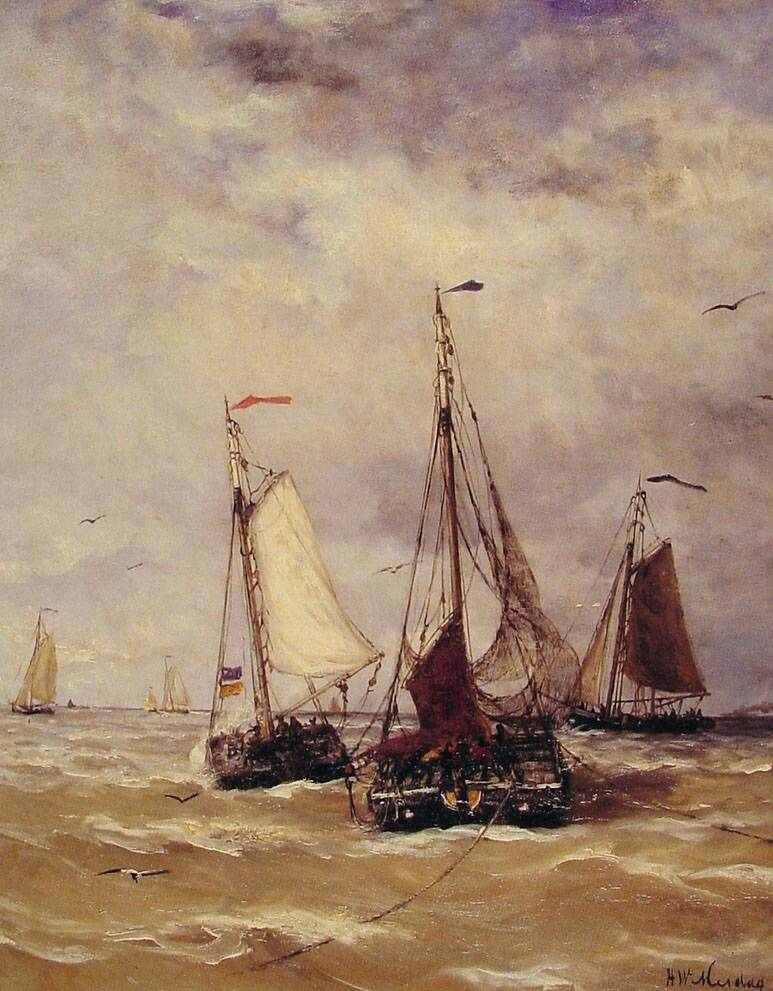
Preparativos para la partida, hacia 1876. Óleo sobre lienzo, 70,5 x 54,6 cm, colección particular.

Nació en Groninga. Fueron sus padres Klaas Mesdag y su esposa Johanna Wilhelmina van Giffen. Su padre, pintor aficionado, le animó a estudiar arte. Se casó con Sina van Houten en 1856 y, tras heredar una fortuna del padre de su esposa, Mesdag se retiró de la banca a la edad de 35 años para proseguir su carrera de pintor.
Estudió en Bruselas con Willem Roelofs y en 1868 se trasladó a La Haya para pintar el mar. En 1870 exhibió sus obras en el Salón de París y ganó la medalla de oro por su cuadro Las rompientes del mar del Norte.
En 1880 una compañía belga le encargó una vista panorámica (ciclorama) de Scheveningen, cerca de La Haya y a orillas del mar del Norte. Con ayuda de Sina y algunos alumnos pudo completar la enorme imagen (Panorama Mesdag)— 14 m de altura y 120 m de circunferencia — en 1881. Sin embargo, la moda de los panoramas estaba a punto de concluir y en 1886, cuando la compañía que lo operaba quebró, el propio Mesdag adquirió la obra en una subasta y financió las pérdidas operativas de su bolsillo.
Fue profesor de la Academie Minerva de Groninga y miembro de su junta directiva de 1861 a 1866, y maestro de un elevado número de pintores, como la impresionista Eurilda Loomis France y su esposo Jesse Leach France. Se convirtió en miembro del Pulchri Studio, la sociedad artística de La Haya y en 1889 fue elegido presidente de la misma. En 1903 cedió su casa a Laan van Meerdervoort y su colección de cuadros a los Países Bajos. La casa es hoy sede del Museum Mesdag.